# Sérgio Martins
Sérgio Daniel Almeida Martins (Nogueira do Cravo, Oliveira de Azeméis, 22 de Setembro de 1985) é um realizador e escritor português. Além desta actividade, é formador em diversas escolas, nomeadamente na Academia de Design e Calçado e na Associação do Porto de Paralisia Cerebral, tendo também já passado por escolas como Centro de Formação Profissional da Indústria Electrónica, Energia, Telecomunicações e Tecnologias da Informação ou Universidade de Trás-os-Montes e Alto Douro.
Em 2018, o seu documentário Força Lusitana: A História de Fábio Silva foi escolhido para a Selecção Oficial do 39º Sport Film Festival de Palermo e também para a Selecção Oficial do Kenya International Sports Film Festival tendo atingido a semifinal.
Numa entrevista referiu que algumas das suas referências em termos de realização são Alfred Hitchcock, Steven Spielberg e o português António-Pedro Vasconcelos.

## Filmografia (realizador)
- O Tardo (2016)[4][5]
- [Sobre]Viver por Conta Própria (2016)[6][7]
- MVI8747.MP4 (2017) [8][9]
- Força Lusitana: A História de Fábio Silva (2018)[10][11]
- O Paciente (2019) [12]
- Romariz FC - Ascenção e Queda (2019) [13]
- Romariz FC - O Recomeço (2019)[14]

## Livros
- Contos Sombrios (2014)[15]